# تیم ملی بسکتبال مردان جامائیکا
تیم ملی بسکتبال جامائیکا نماینده جامائیکا در مسابقات بین‌المللی است.